# Mega Beast
Mega Beast (Monsters Resurrected) è una serie televisiva americana andata in onda a partire dal 13 settembre 2009 su Discovery Channel. La serie ricostruisce alcune delle più famose e feroci creature preistoriche che abitarono sul nostro pianeta.

## Animali comparsi nelle puntate
- Acrocantosauro
- Amphicyon
- Canis edwardii
- Carcarodontosauro
- Cretoxyrhina mantelli
- Deodonte
- Dallasauro
- Deinonico
- Diprotodonte
- Dolicorinco
- Elasmosauro
- Epicyon
- Glossoterio
- Hipparion
- Kelenken guillermoi
- Megalania
- Merychippo
- Moropo
- Paluxysauro
- Paralititano
- Procoptodonte
- Ramoceros
- Rugops
- Sarcosuco
- Sauropelta
- Smilodonte
- Spinosauro
- Tenontosauro
- Tilacoleo
- Titanis
- Tilosauro (identificato come Mosasaurus)
- Xipactino

## Uscita del DVD
Il DVD venne pubblicato con 2 dischi il 4 maggio 2010.